# Bure Mudaytu
Bure Mudaytu je jedna od 31 woreda u regiji Afar u Etiopiji. Predstavlja dio Upravne zone 3.  Bure Mudaytu se prostire u uskom pojasu između rijeke Avaš (koji je razdvaja od Upravne zone 5) na zapadu i Gewanea na istoku. Nema podataka o gradskim naseljima u ovoj woredi.
Prema podacima objavljenim od Središnje statističke agencije iz 2005. godine, stanovništvo ove worede je bilo procijenjeno na 47.001, od čega 21.067 muškaraca i 25.934 žena. Nema podataka o površini Bure Mudaytua, pa se gustoća stanovništva ne može izračunati.